# لئو شوکن
لئو شوکن (انگلیسی: Leo Shuken؛ زادهٔ ۸ دسامبر ۱۹۰۶ - درگذشت ۲۴ ژوئیه ۱۹۷۶) آهنگساز، موسیقی‌دان و تنظیم‌کنندهٔ موسیقی اهل ایالات متحده آمریکا بود.
وی در سال ۱۹۳۹ میلادی بابت موسیقی فیلم دلیجان برندهٔ جایزه اسکار بهترین موسیقی فیلم شد. او یک‌مرتبه نیز، در سال ۱۹۴۶ میلادی، نامزدِ دریافتِ این جایزه بود.
از فیلم‌ها یا مجموعه‌های تلویزیونی دیگری که وی در آن‌ها نقش داشته است& می‌توان به ازدواج به سبک وایکیکی اشاره نمود.